# Leighton (Alabama)
Leighton es un pueblo ubicado en el condado de Colbert en el estado estadounidense de Alabama. En el censo de 2000, su población era de 849.

## Demografía
En el 2000 la renta per cápita promedia del hogar era de $ 20.500$, y el ingreso promedio para una familia era de 28.036$. El ingreso per cápita para la localidad era de 12.680$. Los hombres tenían un ingreso per cápita de 27.625$ contra 18.393$ para las mujeres.

## Geografía
Leighton está situado en 34°41′59″N 87°31′51″O / 34.69972, -87.53083 (34.699642, -87.530699)
Según la Oficina del Censo de los EE. UU., la ciudad tiene un área total de 0.99 millas cuadradas (2.56 km²).